# Битарова
Битарова (слч. Bitarová) насељено је мјесто са административним статусом сеоске општине (слч. obec) у округу Жилина, у Жилинском крају, Словачка Република.

## Становништво
| Година:    | 1994. | 2004.    | 2014.    | 2024.    |
| ---------- | ----- | -------- | -------- | -------- |
| Број људи: | 540   | 627      | 742      | 907      |
| Разлика:   |       | +16,11 % | +18,34 % | +22,23 % |

| Година:    | 2023. | 2024.   |
| ---------- | ----- | ------- |
| Број људи: | 885   | 907     |
| Разлика:   |       | +2,48 % |

Према подацима о броју становника из 2024. године насеље је имало 907 становника.